# 芦屋市立山手小学校
芦屋市立山手小学校（あしやしりつやまてしょうがっこう）は、兵庫県芦屋市山手町にある公立小学校で、教育目標は、「笑顔かがやく」である。

## 沿革
- 1933年（昭和8年）12月23日 - 『精道村立山手尋常小学校』として現在地に開校[1]。
- 1940年（昭和15年）11月10日 - 市制施行に伴い『芦屋市立山手尋常小学校』と改称。
- 1941年（昭和16年）4月1日 - 国民学校令施行に伴い『芦屋市立山手国民学校』と改称。
- 1947年（昭和22年）4月1日 - 学制改革実施に伴い、現校名の芦屋市立山手小学校と改称。
- 1966年（昭和41年）4月1日 - 岩園小学校の過密状態解消を目的に、同校から、大原町の全域を本校の校区として編入[2]。
- 1972年（昭和47年）4月1日 - 朝日ケ丘小学校開校に伴い、当時の本校の校区の一部（山手町の芦屋市道朝日ケ丘線以北の一部の地域）を同校に分離[3]。
- 1978年（昭和53年）4月1日 - 当校の過密状態解消を目的に、芦屋川以西かつ国道2号以北[注釈 1]の地域（三条町・三条南町・前田町・清水町・西山町・山芦屋町）を校区とした三条小学校が分離開校[4]。その際、4年生以下の一部児童が同校に転籍。
- 1995年（平成7年）1月17日 - 阪神・淡路大震災により、開校以来の鉄筋コンクリート校舎などに大きな被害を受ける。
- 1999年（平成11年）4月1日 - 三条小学校の閉校に伴い同校と統合し、同校の児童が本校へ転籍。同時に、震災で損傷した校舎の建替えの為、本校が旧・三条小学校に仮移転。
- 2000年（平成12年）9月1日 - 新校舎使用開始に伴い現在地に復帰。それまでの仮校舎（＝旧・三条小学校の校舎）は一部を除いて『三条コミスク』として現存。

## 校区
国道2号以北かつ神戸市境から宮川までの地域に相当する以下の区域。
- 剱谷
- 奥山
- 奥池町
- 奥池南町
- 山手町
- 山芦屋町
- 東芦屋町
- 西山町
- 三条町・三条南町
- 船戸町
- 松ノ内町
- 月若町
- 西芦屋町
- 大原町1
- 上宮川町1
- 業平町1
- 前田町2
- 清水町2

※なお、市の教育委員会に届け出る事で、『1』の付いている各町は岩園小学校に、『2』の付いている各町は精道小学校に、それぞれ通学が可能になる場合がある。

## 卒業後の進路
芦屋市立山手中学校に進学する。

## 通学区域が隣接している学校
- 芦屋市立朝日ヶ丘小学校
- 芦屋市立岩園小学校
- 芦屋市立宮川小学校
- 芦屋市立精道小学校
- 神戸市立本山第三小学校
- 神戸市立有馬小学校
- 西宮市立山口小学校
- 西宮市立苦楽園小学校